# What Separates Me from You
What Separates Me from You è il quarto album del gruppo musicale statunitense A Day to Remember. L'album doveva essere inizialmente pubblicato il 26 ottobre 2010, ma uscì solamente il 15 novembre 2010. L'album è stato registrato ad Ocala, Florida. È stato mixato da David Bendeth e prodotto da Chad Gilbert dei New Found Glory, che ha prodotto anche il precedente album della band, Homesick, e coprodotto da Jeremy McKinnon e Andrew Wade.

## Tracce
Testi di Jeremy McKinnon. Musiche di Jeremy McKinnon e Kevin Skaff, eccetto dove indicato.
1. Sticks & Bricks – 3:17 (McKinnon, Skaff, Westfall)
2. All I Want – 3:23
3. It's Complicated – 2:57 (McKinnon, Skaff, Westfall)
4. This Is the House That Doubt Built – 3:30 (McKinnon, Skaff, Gilbert)
5. 2nd Sucks – 2.28 (McKinnon, Skaff, Denney, Gilbert)
6. Better Off This Way – 3:26
7. All Signs Point to Lauderdale – 3:17 (McKinnon, Skaff, Denney, Gilbert)
8. You Be Tails, I'll Be Sonic – 3:48 (McKinnon, Skaff, Westfall, Denney)
9. Out of Time – 3:27
10. If I Leave – 3:24 (McKinnon, Skaff, Gilbert)

## Successo commerciale
L'album ha avuto un discreto successo nelle classifiche statunitensi, raggiungendo il primo posto nell'Alternative, Independent e Hard Rock Albums, la seconda posizione della Rock Albums e l'undicesima della Billboard 200, la classifica degli album più venduti negli Stati Uniti, stabilendo un nuovo record per la band vendendo in meno di un mese oltre 80 000 copie (58.000 delle quali solo nella prima settimana di pubblicazione).
Tutti i singoli estratti dall'album sono entrati nell'Alternative Songs di Billboard, con All Signs Point to Lauderdale che ha debuttato anche nella Rock Songs e It's Complicated nella Mainstream Rock Songs, mentre All I Want è riuscito ad entrare in tutte e tre le classifiche. Dall'album sono stati estratti anche due singoli promozionali: Better Off This Way e This Is the House That Doubt Built, dei quali il primo ha raggiunto il 30º posto della Mainstream Rock Songs.

## Formazione
A Day to Remember
- Jeremy McKinnon – voce
- Kevin Skaff – chitarra solista, voce secondaria
- Neil Westfall – chitarra ritmica
- Joshua Woodard – basso
- Alex Shellnutt – batteria, percussioni

Produzione
- Chad Gilbert – produzione
- Andrew Wade – produzione, ingegneria acustica
- Jeremy McKinnon – produzione, direzione artistica
- David Bendeth – mixaggio
- Dan Korneff – mixaggio
- Ted Jensen – masterizzazione
- Rob Dobi – illustrazioni
- Mike Cortada – booklet
- DoubleJ – layout

## Classifiche
| Classifica (2010)          | Posizione massima |
| -------------------------- | ----------------- |
| Australia                  | 24                |
| Regno Unito                | 66                |
| Regno Unito (independent)  | 5                 |
| Regno Unito (rock & metal) | 1                 |
| Stati Uniti                | 11                |
| Stati Uniti (alternative)  | 1                 |
| Stati Uniti (hard rock)    | 1                 |
| Stati Uniti (rock)         | 2                 |
| Stati Uniti (independent)  | 1                 |
| Stati Uniti (digital)      | 4                 |

| Classifica di fine anno (2010) | Posizione |
| ------------------------------ | --------- |
| Stati Uniti                    | 184       |
| Stati Uniti (alternative)      | 26        |
| Stati Uniti (hard rock)        | 6         |
| Stati Uniti (rock)             | 34        |
| Stati Uniti (independent)      | 9         |